# Košická Nová Ves

Plaatsbepaling van het stadsdeel Košická Nová Ves binnen de stad Košice.

Košická Nová Ves (Hongaars: Kassaújfalu) (vertaald: Košice Nieuw dorp) is een stadsdeel van Košice. Het maakt deel uit van het district Košice III en ligt in een zeer landelijke omgeving.
De plaats telt 2.647 inwoners en heeft een bevolkingsdichtheid van 512,48 inwoners per km².

## Topografie
Košická Nová Ves heeft een betrekkelijk kleine oppervlakte van slechts 9,46 km² en ligt op een hoogte van 313 meter boven de zeespiegel.

### Grenzen
- In het noorden grenst het aan het stadsdeel Dargovských hrdinov
- In het oosten aan:
  - het dorp Košické Oľšany
  - het dorp Zdoba binnen de gemeente Sady nad Torysou
- In het zuiden aan het stadsdeel Krásna
- In het zuidwesten aan het stadsdeel Vyšné Opátske

### Waterlopen
De Novoveský-beek (Slowaaks: Novoveský potok) vloeit door de bebouwde kom. Deze beek mondt uit (nabij de zuidoostelijke grens, ten noorden van het dorp Zdoba) in de rivier: Torysa. Deze laatste is op haar beurt een zijrivier van de Hornád.

### Straten
De volgende straten liggen geheel of gedeeltelijk in het stadsdeel:
Agátová, Buková, Brestová, Čerešňová, Furčianska, Herlianska, Jaseňová, Mliečna, Na Doline, Ortvaňová, Poľná, Svätého Ladislava, Trnková, Vínová, Vyšná Úvrať.

## Geschiedenis
In een document met betrekking tot de bouw van de plaatselijke kerk "Sint-Ladislaus" werd het dorp in 1297 voor het eerst vermeld.
Een ander document waarin Košická Nová Ves ter sprake kwam, was de tiendenlijst die in de periode van 1317 tot 1337 ten behoeve van paus Johannes XXII was opgesteld. In dat document leest men: "Ook Nicolaus de Nova Villa ... moet 6 groten betalen ...".
Een honderdtal jaren later, in 1427, telde men in het dorp 20 boerderijen.
Košická Nová Ves was in die tijd een aanhorigheid van de stad Košice. De historische ontwikkelingen in het dorp hielden vooral verband met:
- de immigratie van Hongaren die de Mongoolse invasies (1241-1242) ontvluchtten,
- de komst van Duitse kolonisten in de 15e eeuw,
- de opstand van Frans II Rákóczi tegen de Habsburgse monarchie (1709-1710).

Gedurende Rákóczi's opstand ontvluchtte de bevolking massaal het dorp: na de onlusten bleven er slechts vijf bewoners over. Een eeuw later slaagde de stad Košice erin om Košická Nová Ves opnieuw te bevolken: in 1826 waren er terug 684 inwoners.
De landbouw en de teelt van druivenplanten vormden in hoofdzaak de kostwinning. Maar een alles overheersende wijngaardziekte vernietigde in de loop der jaren de wingerds en bijgevolg keerde de bevolking zich naar een alternatieve bron van inkomsten. Zodoende begon men met het fokken en verhandelen van varkens en de verkoop van vleesproducten. Deze activiteit werd nadien symbolisch weergegeven in het gemeentewapen.
Een bijkomende bron van inkomsten was de levering van melk en de verkoop van gebak op de markt van Košice.
Alhoewel er toentertijd veel analfabetisme was, konden de slagers uit Košická Nová Ves toch rekenen en schrijven. Ze stonden niet alleen bekend om hun vakmanschap, maar ook om hun hoogstaande opleiding.
Tot 1918 behoorde het gebied tot het Hongaarse comitaat Abaúj-Torna (Latijn: Comitatus Abaujvariensis).
Bij het einde van de Eerste Wereldoorlog werd Košická Nová Ves -in toepassing van het Verdrag van Trianon- overgedragen aan Tsjecho-Slowakije. Later, als gevolg van de Eerste Weense Arbitrage, werd het dorp op 2 november 1938 wederom ingelijfd bij Hongarije. Doch 17 jaar nadien, op het einde van de Tweede Wereldoorlog (1945), werd het oord andermaal ingedeeld bij Tsjecho-Slowakije.
Met ingang van 1 augustus 1968 werd Košická Nová Ves een deel van Košice en vanaf 1990 is dit dorp een autonoom stadsdeel.

### De kerk

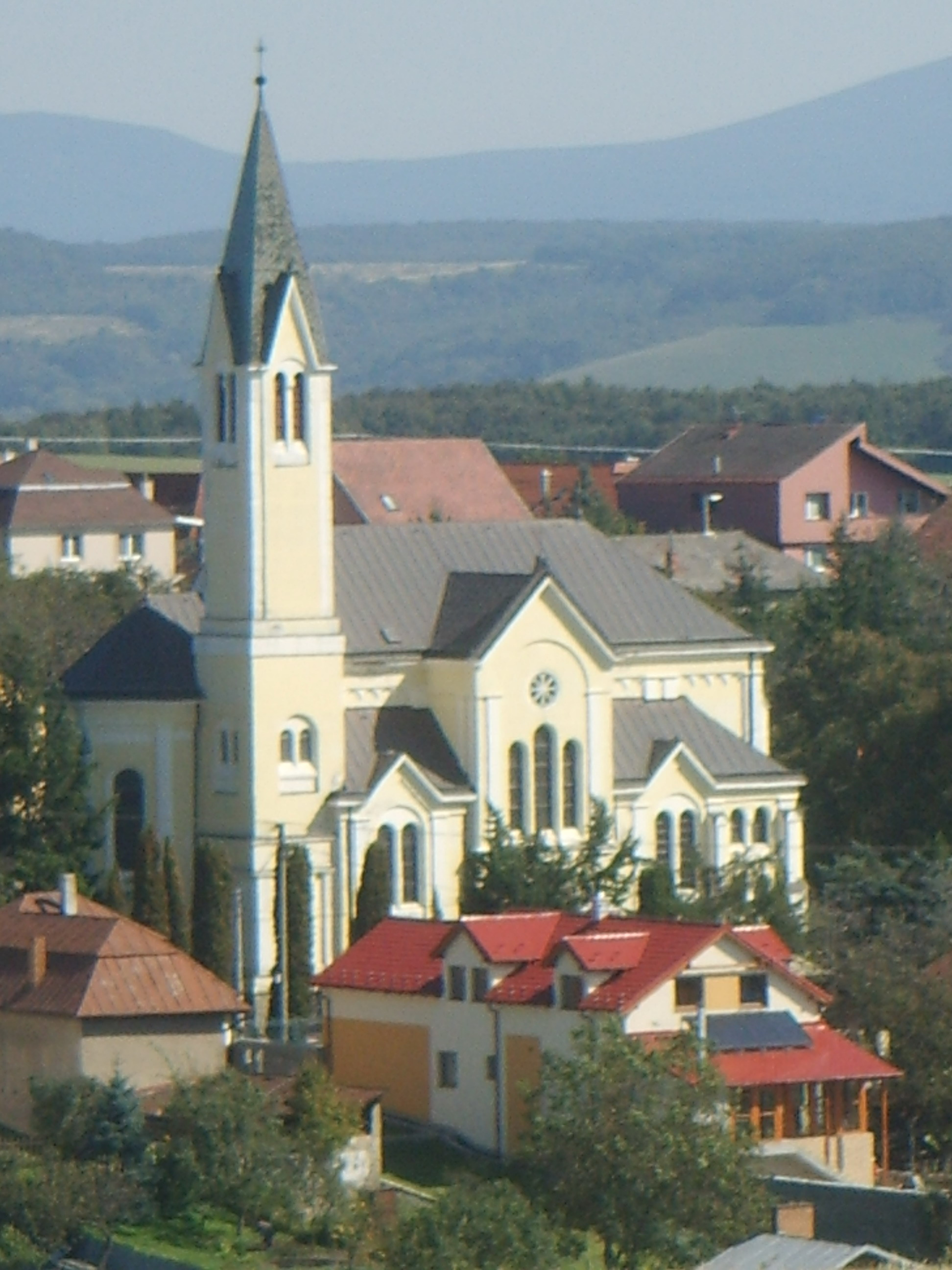
Sint-Ladislauskerk

De rooms-katholieke tempel is gewijd aan de heilige Ladislaus I (°1040 - †1095), koning van Hongarije. In 1297 is er reeds sprake van bouwwerken, maar wie deze kerk destijds ontworpen of opgericht heeft, is niet bekend.
De eerste herstelling vond plaats in 1510. De parochie maakte in die tijd deel uit van het bisdom Eger.
Tijdens de Reformatie raakte de kerk in verval en ze werd pas uitgebreid gerenoveerd nadat ze was overgenomen door de stad Košice.
In 1771 werden bouwwerken verricht door de bisschop van Eger, Károl Eszterházy (°1725 - †1799). In 1864 en 1885 werden veranderingen aangebracht. Anno 1925 werd het bedehuis grondig verbouwd naar de plannen van bouwmeester Július Wirth uit Košice.
Een deel van de vroeggotische pastorie is bewaard gebleven.

### Oudere namen van het dorp
- 1297 - Cassa Uj Falu
- 1317 - Nova Villa
- 1773 - Kassa-Új-Falu, Kossiczka Nowa Wes
- 1808 - Kassa-Újfalu, Neudorf, Nowá Wes
- 1863 - Kassaújfalu
- 1920 - Košická Nová Ves

## Bevolking

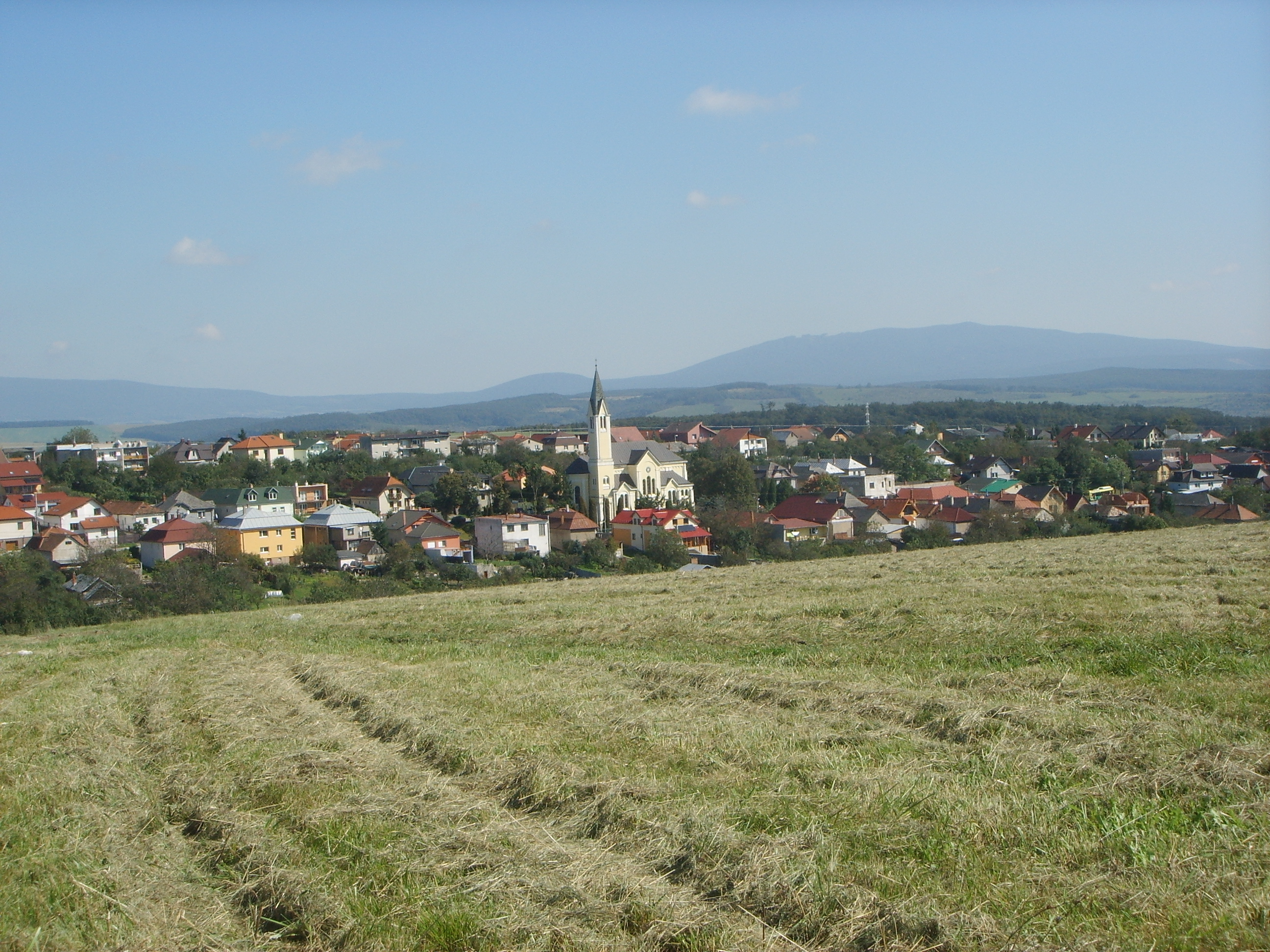
Košická Nová Ves is gelegen in een landelijke omgeving.

Het aantal inwoners gaat bestendig in stijgende lijn.
| Jaar | Inwoners |
| ---- | -------- |
| 1826 | 684      |
| 1851 | 855      |
| 1896 | 1160     |
| 1910 | 1215     |
| 1938 | 1472     |
| 2003 | 2259     |
| 2011 | 2571     |

## Bezienswaardigheden
- Parochiekerk Sint-Ladislaus.

## Openbaar vervoer

### Treinen
Voor het vervoer per trein zijn de bewoners aangewezen op het station van Košice. Dit bevindt zich op een afstand van ongeveer 3 kilometer. Er zijn regelmatig verbindingen naar een grote verscheidenheid van bestemmingen, zowel naar binnen- als buitenland.